# Коледна песен (филм, 2009)
Вижте пояснителната страница за други значения на Коледна песен.
„Коледна песен“ (на английски: A Christmas Carol) е американски компютърно анимиран филм от 2009 г.
Базиран е на новелата „Коледна песен“ на Чарлз Дикенс. Режисиран е от Робърт Земекис. Продуциран е от Робърт Земекис. Сценаристите са Стив Старки, Робърт Земекис и Джак Рапке. Филмът излиза на екран на 6 ноември 2009 г.

## Синхронен дублаж

### Гласове
| Роля                         | Изпълнител       |
| ---------------------------- | ---------------- |
| Скрудж                       | Георги Новаков   |
| Боб Крачит                   | Георги Спасов    |
| Фред                         | Иван Петков      |
| Марли                        | Христо Бонин     |
| призрак на отминалите Коледи | Георги Стоянов   |
| Физиуиг                      | Петър Върбанов   |
| Г-жа Крачит                  | Василка Сугарева |
| Бел                          | Надя Полякова    |
| призрак на настоящите Коледи | Ненчо Балабанов  |
| Г-жа Дилбър                  | Даринка Митова   |
| Стария Джо                   | Илия Иванов      |

### Други гласове
| Биляна Костова       |
| Василка Сугарева     |
| Даринка Митова       |
| Златина Тасева       |
| Мина Костова         |
| Светлана Бонин       |
| Симона Нанова        |
| Цветослава Симеонова |
| Яна Мазева           |
| Георги Николов       |
| Георги Стоянов       |
| Захари Георгиев      |
| Иван Петков          |
| Майкъл Зарков        |
| Мартин Желанков      |
| Мирослав Цветанов    |
| Николай Пърлев       |
| Ненчо Балабанов      |
| Петър Върбанов       |
| Петър Калчев         |
| Севар Иванов         |
| Цветан Ватев         |
| Стефан Младенов      |
| Явор Караиванов      |

### Песни
| Песен          | Изпълнител |
| -------------- | --- |
| Adeste Fideles | Изпълнява: Майкъл Зарков Коледари и хор: Гергана Ряшева Ирена Велчева Милица Гладнишка Велизар Софранов Майкъл Зарков Николай Петров Тодор Георгиев |

## Българска версия
| Обработка                            | Александра Аудио                      |
| Mixing Studio                        | Shepperton International              |
| ------------------------------------ | ------------------------------------- |
| Режисьор на дублажа                  | Симона Нанова                         |
| Превод                               | Венета Янкова                         |
| Музикален режисьор Превод на песните | Десислава Софранова                   |
| Музикален асистент                   | Цветомира Михайлова                   |
| Тонрежисьори на записа               | Пламен Чернев Петър Костов            |
| Творчески директор                   | Венета Янкова                         |
| Продуцент на българската версия      | Disney Character Voices International |